# Piedmont (California)
Piedmont es una ciudad ubicada en el condado de Alameda en el estado estadounidense de California. Según el censo de 2020 tenía una población de 11,270 habitantes y una densidad poblacional de 2.600 personas por km². Fue elegida el mejor lugar para vivir de los Estados Unidos en 2007 por la revista Forbes.
Es conocida por haber sido la ciudad de origen de los personajes de Dipper y Mabel de Gravity Falls.

## Geografía
Piedmont se encuentra ubicada en las coordenadas 37°49′28″N 122°13′54″O / 37.82444, -122.23167. Según la Oficina del Censo, la ciudad tiene un área total de 4.4 km² (1.7 sq mi), de la cual toda es tierra.

## Demografía
Los ingresos medios por hogar en la localidad eran de $134.270 y los ingresos medios por familia eran $149.857. Los hombres tenían unos ingresos medios de $100.000 frente a los $58.553 para las mujeres. La renta per cápita para la localidad era de $70.539. Alrededor del 1.0% de las familias y del 2.0% de la población estaban por debajo del umbral de pobreza.